# Migros-Magazin
Das Migros-Magazin ist eine wöchentlich erscheinende Gratiszeitung des Schweizer Detailhandelskonzerns Migros. Früher hiess das von Migros-Gründer Gottlieb Duttweiler 1942 gegründete und vom Migros-Genossenschafts-Bund herausgegebene Magazin Wir Brückenbauer, mit dem Untertitel «Wochenblatt des sozialen Kapitals» (auch kurz: Brückenbauer genannt).

## Geschichte

### Gründung (1942)
Gottlieb Duttweiler richtete schon früh publizistische Kanäle für die Migros ein. Es begann 1925 mit einem Flugblatt mit dem Titel Migros – die Brücke, das alle drei bis vier Wochen erschien. Ab Dezember 1927 schaltete Duttweiler Textinserate in mehreren Zeitungen. Diese Zeitung in der Zeitung erschien insgesamt 727-mal. Im November 1935 gründete Duttweiler die Zeitung Die Tat, die zuerst als Wochen-, ab Oktober 1939 als Abendzeitung erschien.
Als Duttweiler die Migros 1941 in eine Genossenschaft umwandelte, stellte er beim Justiz- und Polizeidepartement das Gesuch zur Gründung einer Wochenzeitung für die Genossenschafter. Erst am 21. Juli 1942 wurde die Lancierung genehmigt. Kurz darauf, am 30. Juli 1942, erschien die erste Ausgabe von Wir Brückenbauer. Duttweiler gehörte der Redaktionskommission der neuen Zeitung an.

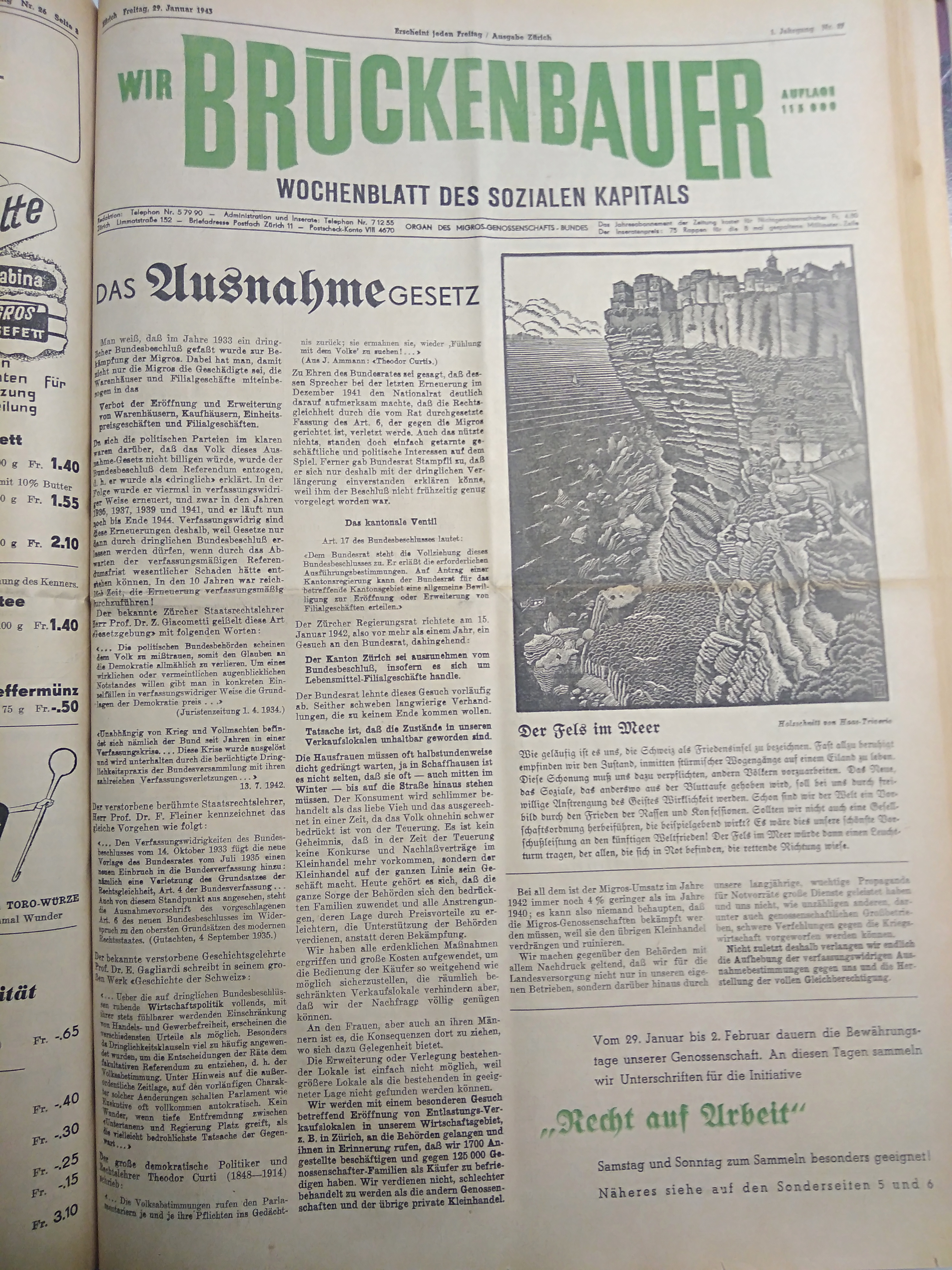
Ausgabe vom 29. Januar 1943

Mit diesem Organ konnte die Migros besser als über die Zeitung in der Zeitung den Mitgliedern einen «Migros-Geist» vermitteln. Während des Zweiten Weltkriegs bedeutete dies unter anderem, dass die Versorgungspolitik des Bundes aus eigener Sicht kommentiert und ein Gemeinschaftsgefühl aufgebaut und gepflegt wurde. In seinem Leitartikel in der ersten Ausgabe forderte Duttweiler: «Es muss im Alltag ein Zustand geschaffen werden, der mit dem Wort: ‹Wir sind ein einzig Volk von Brüdern› in Übereinstimmung sein wird. Zurück zu eidgenössischen Grundsätzen, hinauf zu einem Christentum im Alltag – […] das ist die Aufgabe des materiellen und geistigen sozialen Kapitals und ganz besonders unseres Organs ‹Wir Brückenbauer›.»
Der Brückenbauer baute in den folgenden Jahren mit verschiedenen Rubriken wie Leserbriefen, Wettbewerben, Beratungsdienst, Leserreisen und Umfragen die Leserbindung aus. Unterschiedliche Bevölkerungsschichten wurden porträtiert, aber auch die Vermarktung der auch im Krieg günstigen Migros-Produkte trug in der Krisenzeit zur Leserbindung bei. Besonders populär waren der Beratungsdienst und die Wettbewerbe, bei denen Leser Text- und Bildbeiträge einsenden konnten. Die Auflage stieg in den ersten Jahren von 110'000 Exemplaren im Sommer 1942 auf 200'000 Exemplare im Jahr 1950. Wichtigster Wachstumsfaktor neben der Leserbindung war die kostenfreie Mitgliedschaft in der Genossenschaft.

### Neugestaltung (1987)
1987 wurde die Zeitung umgestaltet: Der Brückenbauer erschien nun vierfarbig und im Tabloidformat. Auch inhaltlich wurden Änderungen vorgenommen. Am 25. März 1987 erschien erstmals die neue Rubrik einer Such-Ecke, erst unter dem Titel «Wer sucht, der findet». Später hiess sie «Eine(r) weiss es sicher…». Die Such-Ecke entwickelte sich beim Publikum zu einem «echten Renner», wie die Zeitung im Mai 1987 schrieb: «So viele Menschen und Sachen aus vergangener Zeit wollen wiedergefunden sein – und in unserer grossen Leserschaft erinnert sich sicher in jedem Fall irgend jemand.»
Pro Jahr erschienen sodann über 1000 Suchanfragen. Meist betrafen sie aus den Augen verlorene Freunde aus der Schul- und Berufsausbildung oder dem Militärdienst, daneben aber auch vergessene Liedtexte, Gedichte oder Hobby-Dinge. Die Einsendungen, welche mit oder ohne Foto veröffentlicht wurden, drückten oft die Rückbesinnung auf die verloren geglaubte dörfliche Lebenswelt aus. Die Einführung einer konservativen Rubrik zu Leserbindungszwecken entsprach dem damals dominierenden Marketingthema, dem Wertewandel, wie der Migros-Geschäftsbericht 1987 erwähnte. Diese Veränderungen wurden von der Migros sowohl als Chance wie als Bedrohung aufgefasst. Einerseits vermittelte die Rubrik angesichts neuer Krisenzeiten ein identitätsstiftendes Erinnerungsdepot, andererseits stärkte die Rückbesinnung auf die Vergangenheit auch das individuelle Lernen für die Zukunft.

### Umbenennung (2004)
Am 25. Mai 2004 erfolgte die Umbenennung der Zeitung in Migros-Magazin, um so den Bezug zur Migros wieder zu verdeutlichen, nachdem die alte Symbolik des Detailhändlers als «Brückenbauer» zwischen Produzenten und Konsumenten in Vergessenheit geraten war. Das «Wir» verdeutlichte die Gemeinschaft und sollte eben die «Brücke» zwischen Produzent und Konsument herstellen.
Die Umbenennung fiel in eine Phase der Erneuerung der Migros, zu der auch die Statutenrevision vom 9. November 2002 und die damit einhergehende Strukturreform sowie das neue Leitbild von 2003 gehörten. Im Leitartikel schrieb Anton Scherrer, der Präsident der Generaldirektion MGB: «Das neue Magazin soll die frische, moderne Migros widerspiegeln – ohne dabei aktuelle gesellschaftliche, politische und wirtschaftliche Themen zu vernachlässigen.» Damit verbunden war eine leserfreundlichere Gestaltung der Struktur und die Vergrösserung der Typografie.

## Charakteristik heute
Das Migros-Magazin wird jede Woche montags in knapp anderthalb Millionen Exemplaren gedruckt und im Inland kostenlos an Mitglieder einer Migros-Genossenschaft sowie an Kunden mit der Kundenkarte «Cumulus» versandt. Die Zeitung ist u. a. auch in allen grösseren Migros-Filialen für jedermann gratis erhältlich. 2022/23 hatte sie eine WEMF-beglaubigte Auflage von 1'477'714 verbreiteten Exemplaren und eine Reichweite von 2,235 Mio. Lesern (WEMF, MACH Basic 2024-1).
Grösste Konkurrentin des Migros-Magazins ist die Coopzeitung, ein dienstags erscheinendes Wochenblatt des Grossverteilers Coop, das noch höhere Auflage- und Leserzahlen aufweisen kann. Die Neue Zürcher Zeitung nennt die beiden Zeitungen die «stillen Riesen» der Schweizer Medienlandschaft und meint zu ihrem journalistischen Wirken: «Offenkundig findet das Konsumentensegment ebenso Gefallen an mehrheitsfähiger Alltags- und Lifestyle-Thematik wie an politisch austarierten Hintergrundberichten.»
Der Webauftritt des Migros-Magazins wurde im Sommer 2017 komplett überarbeitet. Neu steht der User im Zentrum der Website. Sie kann personalisiert werden, man kann einzelnen Autoren oder Themen folgen, und die User können eigene Artikel einreichen, die auf Augenhöhe der Redaktion erscheinen und auch in der Printausgabe abgedruckt werden können. 2017 erreichte die Website (d/f) im Jahresdurchschnitt gemäss Net-Metrix-Zahlen rd. 546’000 Visits, 282‘000 Unique Clients und rd. 2,5 Mio. Page Impressions. Verantwortlich dafür war der damalige Ressortleiter Online Reto Vogt.
Die seit 2005 erscheinende Kolumne von Bänz Friedli wurde per Ende November 2019 eingestellt.
Die Migros hat per Ende 2019 ihre Mitgliedschaft beim Verband Schweizer Medien gekündigt. Per Anfang 2024 wurde das Magazin bei der Abteilung Marketingkommunikation innerhalb der Migros Supermarkt AG angesiedelt. Seit dem 26. Februar 2024 erscheint das Magazin in einem neuen Layout. Chefredaktor Franz Ermel hat die Migros Ende Juni 2024 verlassen, Sabine Eva Wittwer wurde zu seiner Nachfolgerin.

## Anderssprachige Ausgaben
In der Romandie erschien die Wochenzeitung der Migros in französischer Sprache zuerst unter dem Titel Pionnier Migros, danach als Construire, bis sie 2004 analog zur deutschsprachigen Ausgabe in Migros Magazine umbenannt wurde. 2018 erreichte es eine WEMF-beglaubigte Auflage von 504'700 (Vorjahr 507'257) verbreiteten Exemplaren, und eine Reichweite von 660'000 (Vorjahr 662'000) Lesern (WEMF MACH Basic 2018-II). 
Die Migros-Genossenschaft des Kantons Tessin veröffentlicht eine italienischsprachige Wochenzeitung mit dem Titel Azione, diese wurde nicht umbenannt. 2018 erreichte sie eine WEMF-beglaubigte Auflage von 101'634 (Vorjahr 102'022) verbreiteten Exemplaren und eine Reichweite von 123'000 (Vorjahr 117'000) Lesern (WEMF MACH Basic 2018-II). 
2018 erzielten Migros-Magazin, Migros Magazine und Azione zusammen eine Auflage von 2'157'152 (Vorjahr 2'167'990) verbreiteten Exemplaren und eine Reichweite von 3'154'000 (Vorjahr 3'137'000) Lesern.